# Układ inwariantny
Układ inwariantny – w teorii sterowania układ, w którym sygnał na wyjściu nie zmienia się pod wpływem zakłócenia. W kontekście takiego układu mówi się też o sterowaniu inwariantnym.
Istnieje kilka pojęć inwariantności. Układ regulacji nazywa się absolutnie inwariantnym, jeśli wielkość regulowana nie zależy od zakłócenia bez względu na chwilę, w której ono nastąpiło.
Pojęcie inwariantności jest jednym z najważniejszych pojęć dotyczących układów wielowymiarowych. 